# Pseudotremia tsuga
Pseudotremia tsuga är en mångfotingart som beskrevs av Shear 1972. Pseudotremia tsuga ingår i släktet Pseudotremia och familjen Cleidogonidae. Inga underarter finns listade i Catalogue of Life.